# Frączki, Bartoszycki
Frączki [ˈfrɔnt͡ʂkʲi] (tiếng Đức: Franken, Kreis Bartenstein)  là một khu định cư ở quận hành chính của Gmina Bartoszyce, thuộc huyện Bartoszycki, Warmińsko-Mazurskie, ở miền bắc Ba Lan, gần biên giới với Kaliningrad của Nga.
Trước năm 1945, khu vực này là một phần của Đức (Đông Phổ).